# لیندن‌وولد، نیوجرسی
لیندن‌وولد (به انگلیسی: Lindenwold) شهری در ایالت نیوجرسی کشور ایالات متحده آمریکا است که جمعیت آن در سرشماری سال ۲۰۱۰ میلادی، ۱۷٬۶۱۳ نفر بوده‌است.